# Saskatoon
Pour les articles homonymes, voir Saskatoon (homonymie).
Saskatoon (prononciation : /sas.ka.tun/ ; en anglais : /ˌsæs.kə.ˈtun/) est une ville située au centre de la Saskatchewan, au Canada. La ville se trouve sur les rives de la rivière Saskatchewan Sud et est enclavée par la municipalité rurale de Corman Park, No. 344.

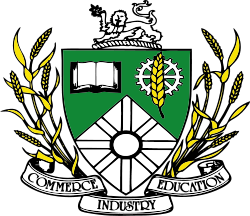
Blason de Saskatoon.

Bien qu'elle n'en soit pas la capitale, la ville est la plus peuplée de la Saskatchewan depuis qu'elle a surpassé la capitale provinciale, Regina, dans le milieu des années 1980. Selon le recensement de 2021, la ville même de Saskatoon avait une population de 266 141 habitants, alors que la région métropolitaine de recensement de Saskatoon comptait 317 480 habitants.

## Étymologie
Le nom Saskatoon (en cri : sâskwatôn, « Saskatoon » ou les locatifs: misâskwatôminihk, « aux baies de saskatoon », misâskwatôminiskâhk, « à l'endroit des nombreuses baies de saskatoon », mînisihk « à la baie ») provient du nom cri misâskwatômina « baies de saskatoon », qui se réfère aux baies sucrées de couleur violette qui poussent dans la région. La ville est également connue de façon populaire comme « la ville des ponts », étant donné ses sept ponts.

## Démographie
Le recensement de 2006 désignait la ville de Saskatoon comme étant la plus grande de la province, avec une population de 202 340 habitants, ce qui représente une hausse de 2,8 pour cent par rapport à 2001. Dès 2005, le gouvernement municipal de Saskatoon indiquait une population d’environ 220 000 habitants. Le chiffre ci-dessus provient de la ville de Saskatoon et prend en compte les annexions récentes.
Selon le recensement de 2001, 20,6 pour cent de la population était composée de jeunes de moins de 14 ans alors que ceux de plus de 65 ans ne représentaient que 11,8 pour cent de la population. L'âge médian des habitants de Saskatoon est 34,4 ans, trois ans de moins que celle du Canada. De 1996 à 2001, la ville a grandi à un taux annuel de 0,62. Le recensement de 2001 indiquait une population de 196 861 à Saskatoon. Les habitants de la ville se nomment Saskatoniens (Saskatoniennes).
Selon le recensement par Statistique Canada en 2006 :
- Population : 202 340 (+2,8 % depuis 2001)
- Terre : 148,34 km2
- Densité de population : 1 305,5 hab./km2
- Âge médian : 34,3 (hommes : 33,1, femmes : 35,5)
- Résidences privées : 89 646
- Revenu médian des ménages : 41 991 $

Groupes ethno-culturels 
- Blanc : 190 120 ou 85,39 %
- autochtone : 19 900 ou 8,93 %
- Chinois : 3 725 ou 1,65 %
- Sud-Asiatique : 1 730 ou 0,77 %
- Autre : 2 600 ou 1,16 %

### Évolution démographique
| 1901 | 1911   | 1916   | 1921   | 1931   | 1941   | 1951   | 1956   | 1961   |
| ---- | ------ | ------ | ------ | ------ | ------ | ------ | ------ | ------ |
| 113  | 12 004 | 20 470 | 25 739 | 43 291 | 43 027 | 53 268 | 72 858 | 95 526 |

| 1971    | 1981    | 1991    | 1996    | 2001    | 2006    | 2011    | 2016    | 2021    |
| ------- | ------- | ------- | ------- | ------- | ------- | ------- | ------- | ------- |
| 126 449 | 154 210 | 186 067 | 193 653 | 196 811 | 202 340 | 222 189 | 247 201 | 266 141 |

## Histoire
Avant la fondation de la ville elle-même, la région était déjà habitée, les plus anciennes traces de civilisation remontant à environ 6 000 ans. Les vestiges stratifiés des sites Premières Nations de Tipperary Creek près de Saskatoon révèlent que la région était occupée par des tribus autochtones en hiver.
La ville de Saskatoon a été fondée en 1883 par des colons d'une ligue de tempérance provenant des provinces plus à l'est du Canada. Le nom provient de l'expression misâskwatômina (« des baies d'amélanchier ») en langue crie. D'abord, des maigres récoltes et la Rébellion du Nord-Ouest n'a pas favorisé la croissance immédiate de la colonie. En 1890, la ligne de chemin de fer Regina-Prince Albert est arrivée à Saskatoon, et a provoqué l'essor d'un nouveau centre commercial du côté ouest du fleuve. La nouvelle localité a pris le nom de Saskatoon ; dépouillée de son nom, la colonie originale a été renommée « Nutana ». Un troisième village, Riverdale (aujourd'hui Riversdale), a pris naissance au sud de la gare de marchandises. Les trois peuplements ont coexisté jusqu'en 1906, quand ils acceptent de fusionner. La charte de la création de la ville a été obtenue le 26 mai 1906.

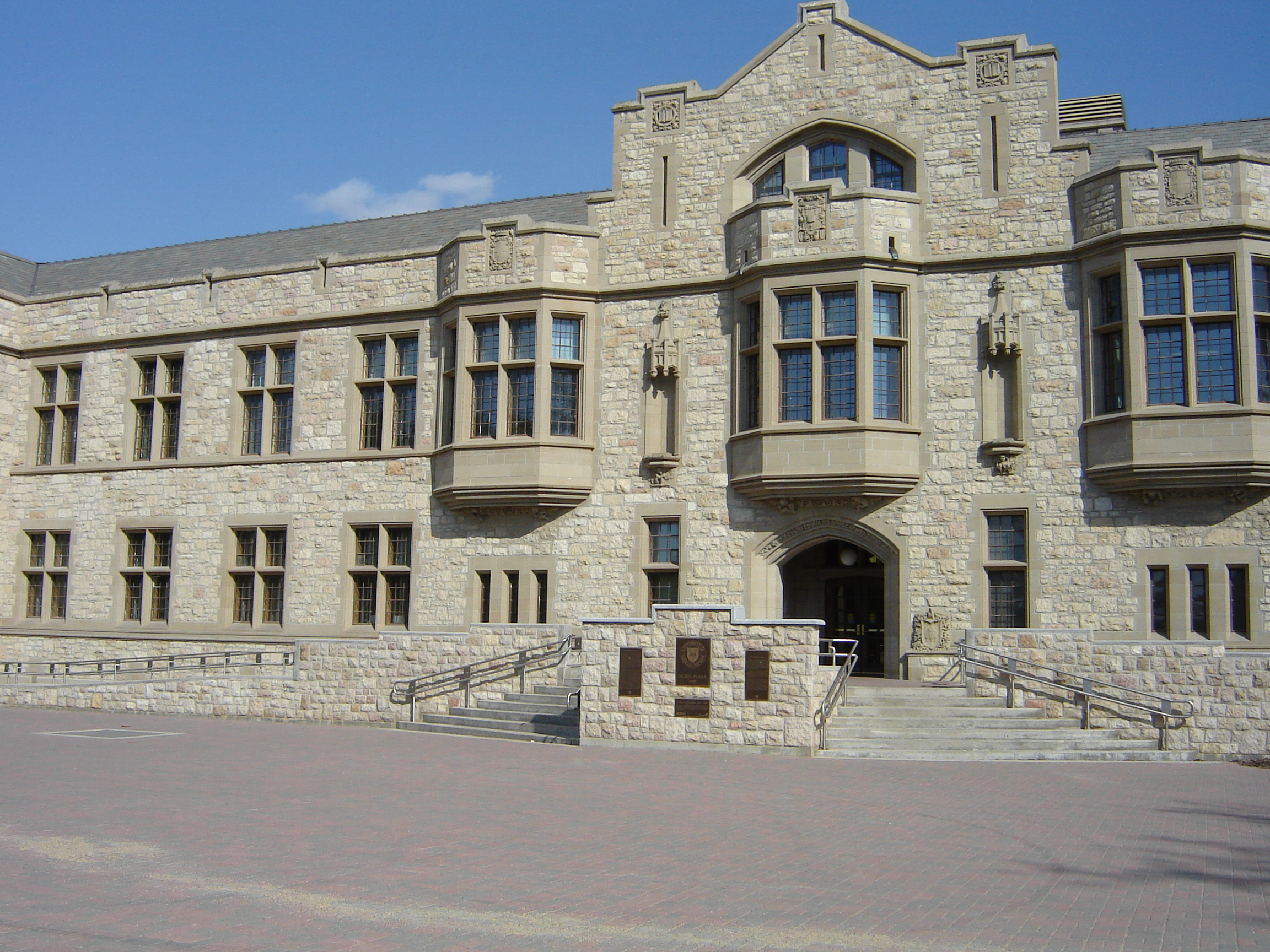
L'Université de la Saskatchewan a été fondée en 1909.

Entre les années de 1906-1913, Saskatoon devient un carrefour ferroviaire dans l'Ouest du Canada, avec trois chemins de fer intercontinentaux. Elle a grandi rapidement et a affirmé sa position comme centre de distribution. L'université de la Saskatchewan a été créée là-bas en 1909. La croissance rapide a été arrêtée par des taux d'intérêt élevés et le resserrement monétaire juste avant le début de la Première Guerre mondiale. Une autre période de prospérité a lieu dans les années 1920, mais est arrêtée par la Grande Dépression.
Après la Seconde Guerre mondiale, le développement de la ville reprend. Pendant les années 1950, Saskatoon est devenue l'une des villes dont la croissance est la plus rapide au Canada. Entre 1955 et 1961, elle continue à connaître une forte expansion, avec l'ouverture de mines de potasse (1958) à proximité, et de mines d'uranium dans le nord de la province (Gunnar Mine, Lorado Mine...) . Sa croissance se poursuit pendant les années 1960 et 1970.
Dans les années 1980, le marché de l'uranium décline[réf. nécessaire], mais est compensé par l'émergence de nouvelles industries de haute technologie. La demande croissante de potasse et d'uranium, l'implantation d'activités minières pour l'or et le diamant et une industrie de la biotechnologie agricole a fait Saskatoon de prospérer pendant les années 1990. L'activité minière se poursuit avec l'exploitation de nouvelles mines d'uranium (Mine d'uranium de Rabbit Lake, Key Lake, Cluff Lake mine...).
Dans les années 2000, l'activité minière est relancée par l'ouverture de mines d'uranium (Mine de Cigar Lake, Mine de McClean Lake, Mine d'uranium de McArthur River, etc.).

## Gouvernement
Le conseil municipal de la ville de Saskatoon est composé du maire et de dix conseillers municipaux. Cynthia Block est mairesse de la ville pour la mandature 2024-2028.
L'hôtel de ville, situé au 222, 3e avenue North, est localisé sur un site qui, à partir de 1912, a commencé à accueillir le personnel de la ville qui emménageait alors dans ses nouveaux bureaux. L'hôtel de ville quant à lui fut érigé sur ce site à partir de 1954 et inauguré en 1956.

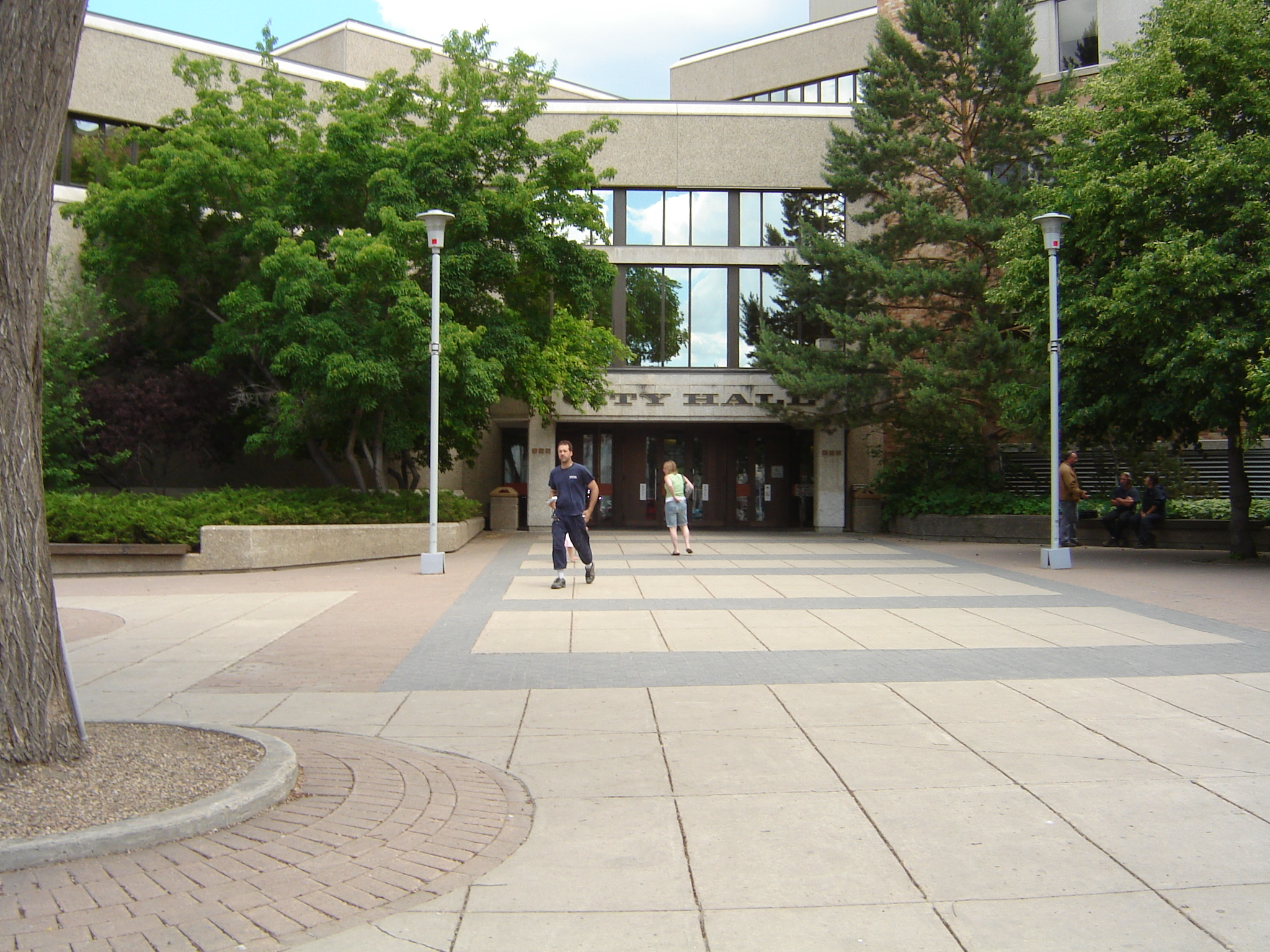
L'hôtel de ville de Saskatoon.

| 1976-1988    | 1988-2000    | 2000-2003  | 2003-2016    | 2016-2024     | 2024-2028     |
| ------------ | ------------ | ---------- | ------------ | ------------- | ------------- |
| Cliff Wright | Henry Dayday | Jim Maddin | Don Atchison | Charlie Clark | Cynthia Block |

## Représentation

### Provinciale

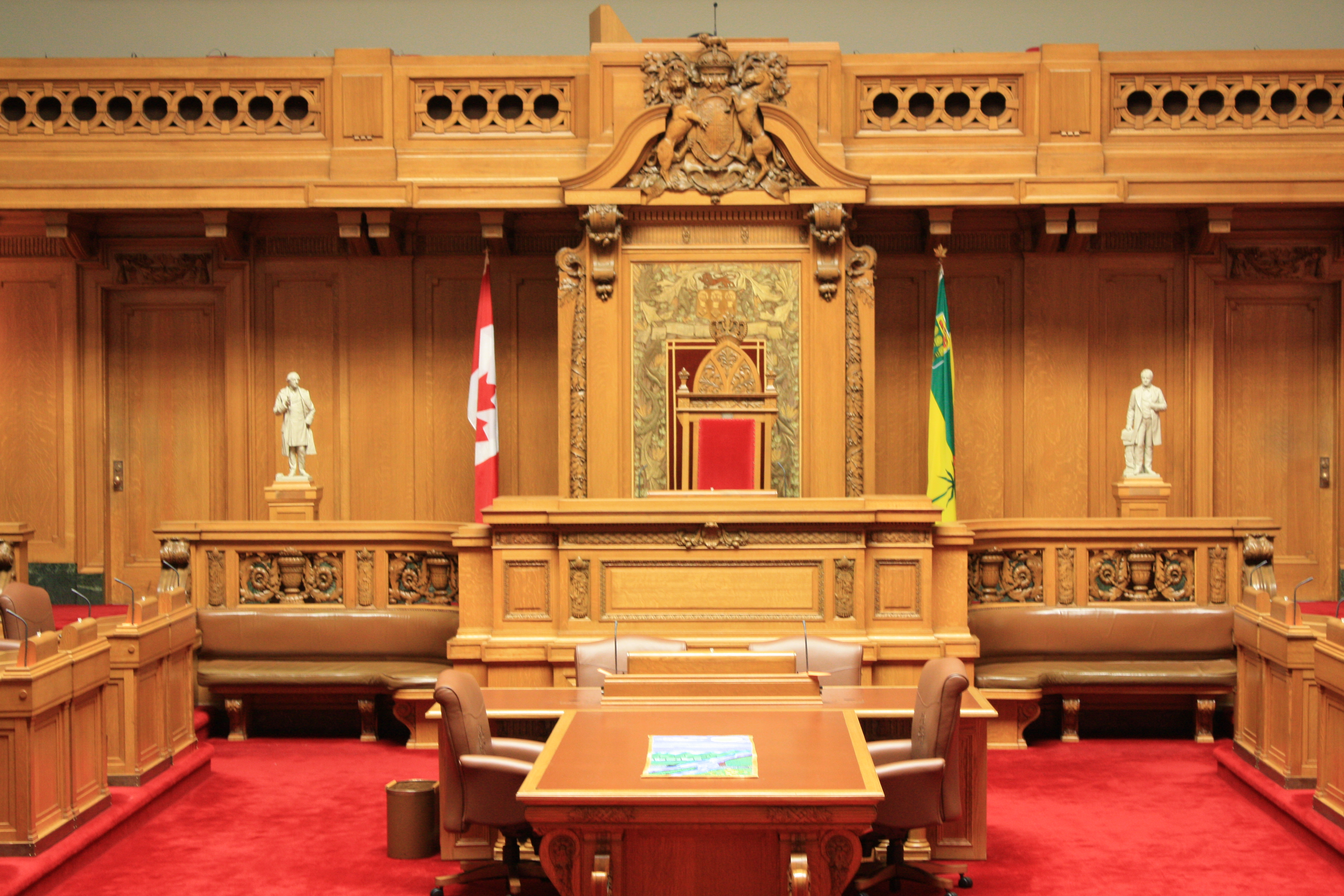
31 députés représentent Saskatoon au niveau provincial.

La ville de Saskatoon est représentée par 31 députés au sein de l'Assemblée législative de la Saskatchewan.

### Fédérale
Au niveau du gouvernement fédéral, douze députés représentent les huit circonscriptions de Saskatoon au sein du Parlement du Canada.

## Économie
L'économie de Saskatoon a longtemps été associé à la potasse, le pétrole et l’agriculture. La production de nombreux grains, le bétail, le pétrole et le gaz naturel, la potasse, l'uranium, le charbon et les industries associées à ceux-ci dominent l'économie locale. Les sièges sociaux de Cameco, la plus grande entreprise de production d'uranium au monde (cotée en bourse), et PotashCorp, la plus grande entreprise de production de potasse au monde sont tous les deux à Saskatoon. Presque deux-tiers des réserves de potasse récupérables du monde se trouvent dans la région de Saskatoon. Le centre de recherche de Innovation Place, situé sur le campus de l'Université de la Saskatchewan, fut fondé en 1980 et rassemble presque cent-cinquante entreprises provenant des domaines de l'agriculture, de la technologie, de l’environnent, des sciences de la vie et de la biotechnologie (agriculture). Le Centre canadien de rayonnement synchrotron, qui renferme le seul synchrotron du pays, se trouve également à Saskatoon.
Pour sa part, la Chambre de commerce de Saskatoon, fondée en 1903, aborde les problématiques économiques et noue des relations avec les organisations communautaires, éducatives, commerciales et gouvernementales du territoire,.

## Géographie
Située sur les berges de la rivière Saskatchewan Sud, Saskatoon est la ville des ponts. Pas moins de sept ponts traversent la rivière ce qui a valu à la ville d'être surnommée The Paris of the prairies (« Paris des prairies »). Les ponts comprennent le Pont Broadway, le Pont Chief-Mistawasis, le Pont Sénateur Sid Buckwold et le Pont Université.
Saskatoon, une des villes canadiennes avec la plus importante population autochtone vivant en milieu urbain, est située au centre-sud de la province, à environ 700 km au nord-ouest de Winnipeg au Manitoba et 500 km au sud-est d'Edmonton en Alberta. La frontière avec les États-Unis est à environ 426 km au sud de Saskatoon.

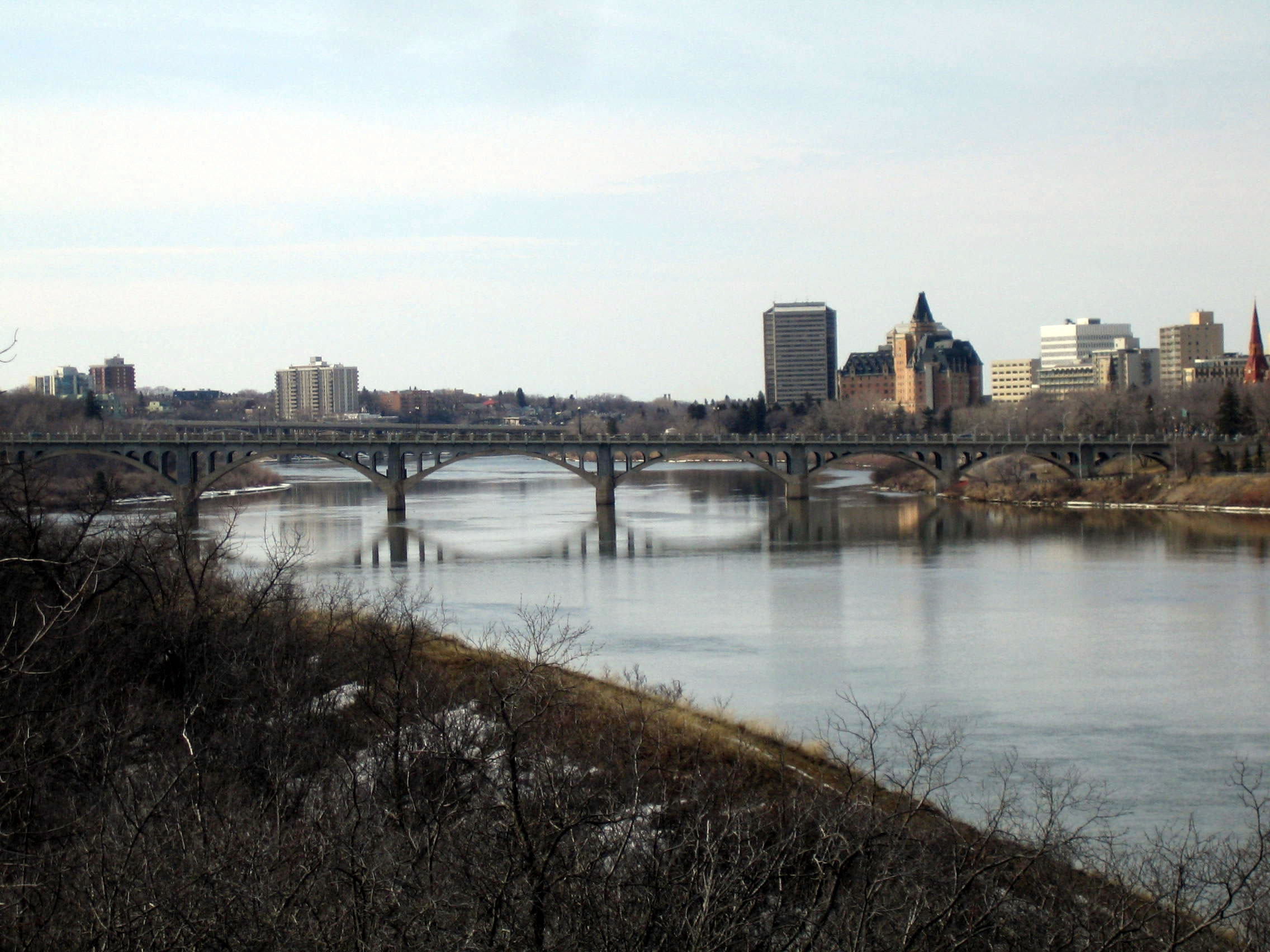
La rivière Saskatchewan Sud.

Saskatoon est la plus grande ville de la Saskatchewan. La ville est reconnue pour ses parcs et sentiers riverains.
La superficie de la ville est d'environ 228 km2 alors que son altitude est de 486 m.

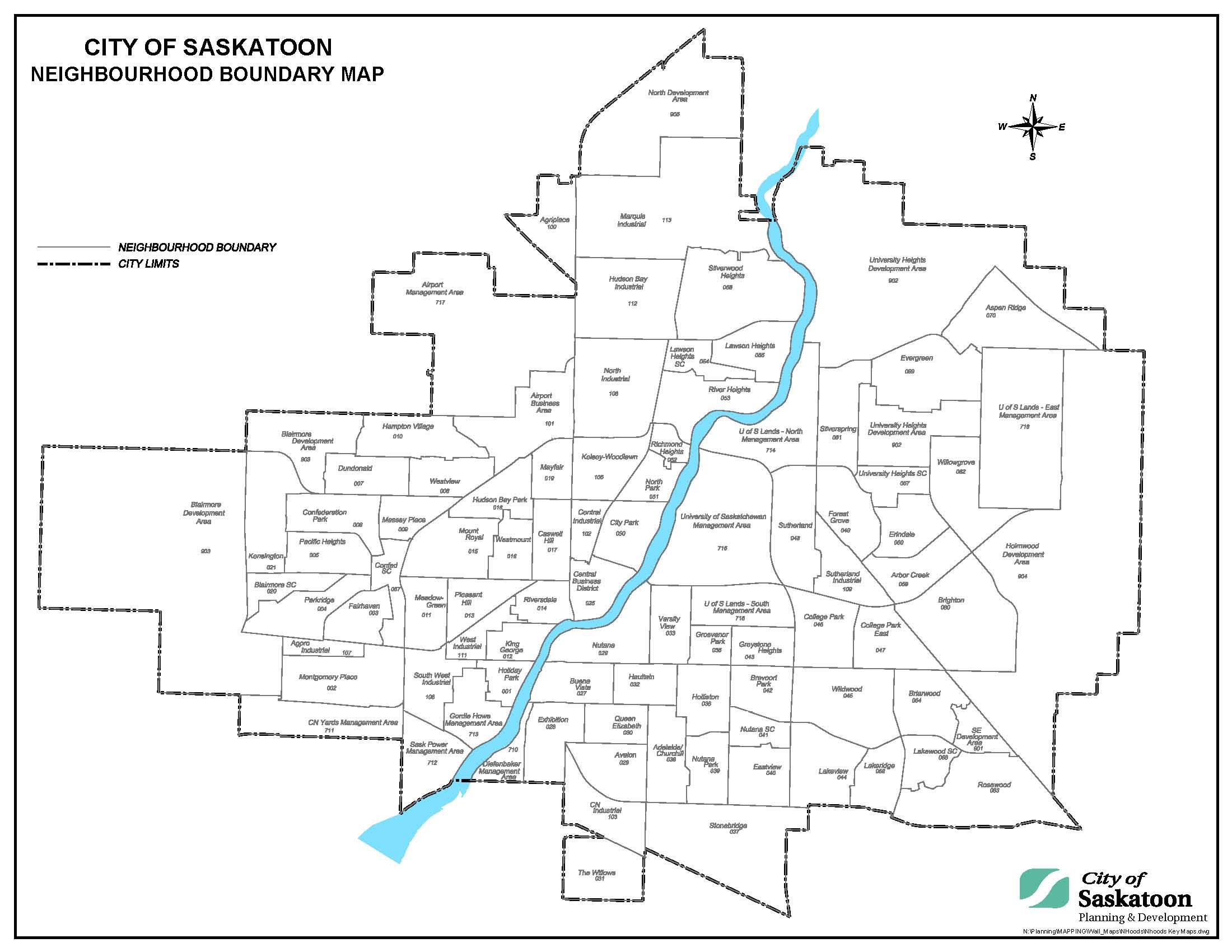
Carte de la ville de Saskatoon.

## Religion
79 % des citoyens de la ville de Saskatoon sont chrétiens. 40 % d’entre eux sont protestants et 32 % catholiques. 20 % des résidents déclarent ne pas avoir d’affiliation religieuse.

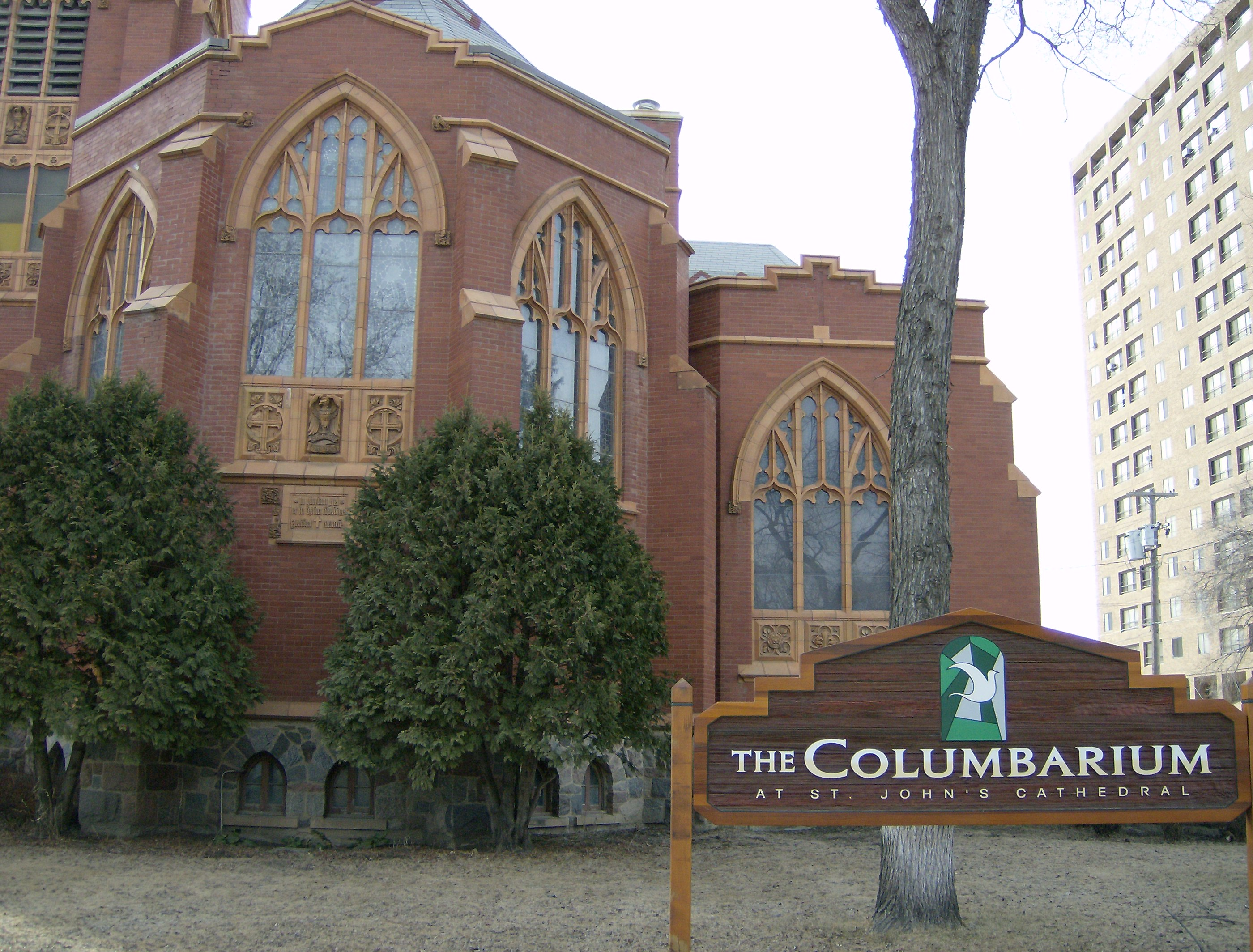
La cathédrale St.John the Evangelist est le siège du Diocèse anglican de Saskatoon.

Les catholiques de la ville sont représentés par le Diocèse catholique romain de Saskatoon tandis que les anglicans (protestants) sont représentés par le Diocèse anglican de Saskatoon.

## Climat

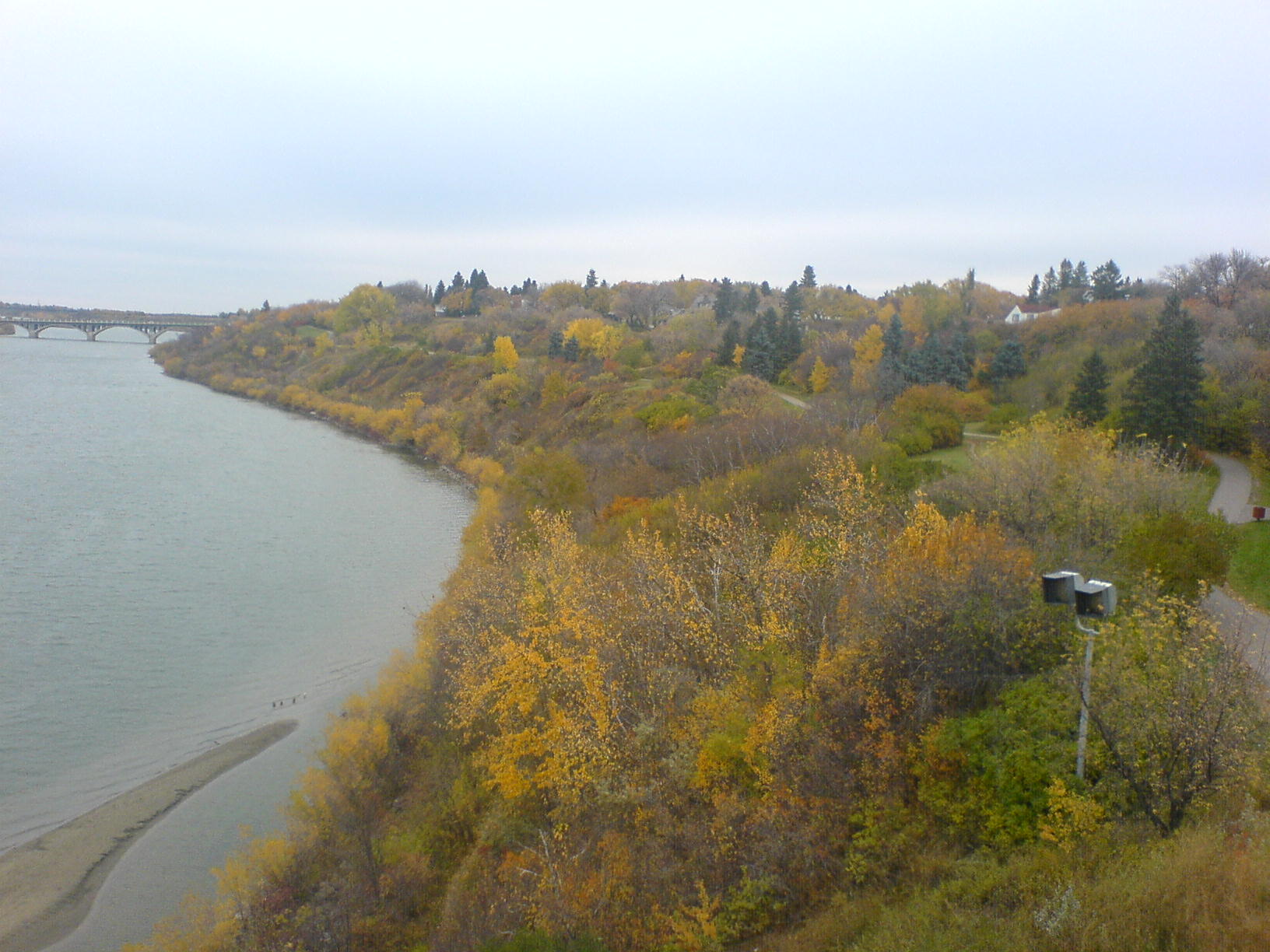
La rive de la rivière Saskatchewan-sud en octobre.

La ville de Saskatoon est située dans un biome sec des prairies/savanes tempérées, semi-arides. Saskatoon a quatre saisons distinctes. Les températures extrêmes dans la ville varient de −50 °C l’hiver à 40 °C l’été. Saskatoon a également un climat relativement sec, avec des précipitations en moyenne annuelle de 347,2 mm, l’été étant la saison la plus humide. Un aspect positif du peu de précipitations est que Saskatoon est, grâce à ce peu d’humidité, une des villes les plus ensoleillées du Canada, avec 2 381 heures de soleil par année en moyenne. De plus, les températures extrêmes de la ville sont également plus tolérables étant donné le peu d’humidité. Finalement, la ville est également connue pour son climat imprévisible, capable de fluctuations importantes d’un jour à un autre.
La plus basse température jamais enregistrée à Saskatoon était de −50 °C en 1893. La plus basse température jamais enregistrée avec le refroidissement éolien était de −61,9 °C. La plus haute température jamais enregistrée dans la ville, d’un autre côté, était 41 °C en 1988.
| Mois                                  | jan.       | fév.      | mars       | avril      | mai       | juin      | jui.    | août      | sep.       | oct.       | nov.       | déc.       | année           |
| ------------------------------------- | ---------- | --------- | ---------- | ---------- | --------- | --------- | ------- | --------- | ---------- | ---------- | ---------- | ---------- | --------------- |
| Température minimale moyenne (°C)     | −18,9      | −16,3     | −9,7       | −1,2       | 5,1       | 9,6       | 12,3    | 11,1      | 5,5        | −1,4       | −9,5       | −17,1      | −2,5            |
| Température moyenne (°C)              | −13,9      | −11,4     | −4,9       | 5,2        | 11,8      | 16,1      | 19      | 18,2      | 12         | 4,4        | −5,2       | −12,4      | 3,3             |
| Température maximale moyenne (°C)     | −8,8       | −6,5      | −0,1       | 11,5       | 18,5      | 22,6      | 25,7    | 25,2      | 18,4       | 10,3       | −0,8       | −7,5       | 9               |
| Record de froid (°C) date du record   | −46,1 1916 | −45 1919  | −38,9 1972 | −27,8 1979 | −10 1967  | −3,9 1917 | 0 1918  | −2,8 1976 | −10,6 1918 | −25,6 1919 | −33,9 1937 | −42,2 1973 | −46,1 16/1/1916 |
| Record de chaleur (°C) date du record | 8,9 1931   | 12,2 1931 | 20 1929    | 33,3 1952  | 36,7 1936 | 41 1988   | 40 1941 | 39,7 1998 | 35,6 1978  | 32,2 1943  | 20 1949    | 13,3 1939  | 41 5/6/1988     |
| Ensoleillement (h)                    | 106,2      | 131,1     | 173,1      | 222        | 263       | 266,8     | 308,8   | 269,6     | 192,5      | 157        | 91,3       | 86,5       | 2 267,8         |
| Précipitations (mm)                   | 14,6       | 9,1       | 14,5       | 21,8       | 36,5      | 63,6      | 53,8    | 44,4      | 38,1       | 18,8       | 12,4       | 12,8       | 340,4           |
| dont neige (cm)                       | 14,2       | 8,9       | 12,1       | 5,6        | 2,1       | 0         | 0       | 0         | 1,3        | 9,1        | 11,3       | 11,9       | 76,6            |
| Nombre de jours avec précipitations   | 9,4        | 7,3       | 8,5        | 8,2        | 9,7       | 12,2      | 10,5    | 9,5       | 9          | 7,8        | 7,1        | 9,6        | 108,7           |
| Nombre de jours avec neige            | 9,1        | 7,1       | 6,9        | 2,6        | 0,5       | 0         | 0       | 0         | 0,3        | 2,9        | 6,2        | 9,3        | 44,9            |

| Diagramme climatique                                  |              |              |              |             |             |              |              |             |              |              |               |
| J                                                     | F            | M            | A            | M           | J           | J            | A            | S           | O            | N            | D             |
| −8,8−18,914,6                                         | −6,5−16,39,1 | −0,1−9,714,5 | 11,5−1,221,8 | 18,55,136,5 | 22,69,663,6 | 25,712,353,8 | 25,211,144,4 | 18,45,538,1 | 10,3−1,418,8 | −0,8−9,512,4 | −7,5−17,112,8 |
| Moyennes : • Temp. maxi et mini °C • Précipitation mm |              |              |              |             |             |              |              |             |              |              |               |

| Mois                                  | jan.       | fév.      | mars       | avril      | mai        | juin      | jui.      | août      | sep.       | oct.       | nov.       | déc.       | année         |
| ------------------------------------- | ---------- | --------- | ---------- | ---------- | ---------- | --------- | --------- | --------- | ---------- | ---------- | ---------- | ---------- | ------------- |
| Température minimale moyenne (°C)     | −20,7      | −17,8     | −10,5      | −1,9       | 4,1        | 9,2       | 11,6      | 10,3      | 4,5        | −2,3       | −10,7      | −18,3      | −3,5          |
| Température moyenne (°C)              | −15,5      | −12,5     | −5,4       | 4,7        | 11,2       | 15,8      | 18,5      | 17,6      | 11,4       | 4          | −6         | −13,2      | 2,6           |
| Température maximale moyenne (°C)     | −10,1      | −7,2      | −0,3       | 11,2       | 18,2       | 22,4      | 25,3      | 24,9      | 18,3       | 10,2       | −1,2       | −8         | 8,6           |
| Record de froid (°C) date du record   | −48,9 1893 | −50 1893  | −43,3 1897 | −28,3 1893 | −12,8 1907 | −3,3 1903 | −0,6 1918 | −2,8 1901 | −11,1 1908 | −25,6 1919 | −39,4 1893 | −43,9 1892 | −50 1/2/1893  |
| Record de chaleur (°C) date du record | 10 1931    | 12,8 1931 | 22,8 1910  | 33,3 1952  | 37,2 1936  | 40,6 1988 | 40 1919   | 38,6 1997 | 35,3 1978  | 32,2 1943  | 21,7 1903  | 14,4 1939  | 40,6 5/6/1988 |
| Précipitations (mm)                   | 14,8       | 8,8       | 15,6       | 22,7       | 43         | 65,8      | 60,3      | 42,6      | 35,4       | 18,8       | 13         | 12,9       | 353,7         |
| dont neige (cm)                       | 17,5       | 10,2      | 14,6       | 8          | 2,3        | 0         | 0         | 0         | 1,2        | 8,3        | 13,4       | 15,9       | 91,3          |
| Nombre de jours avec précipitations   | 10,3       | 7,1       | 8,2        | 8,3        | 9,5        | 12,1      | 11,2      | 9,4       | 8,4        | 7,4        | 8          | 9,7        | 109,7         |
| Humidité relative (%)                 | 73,7       | 73,8      | 68,4       | 47         | 42,3       | 48,9      | 50,6      | 47        | 48         | 53,6       | 69,5       | 73,7       | 58            |
| Nombre de jours avec neige            | 11,7       | 8,4       | 8          | 3,7        | 0,78       | 0         | 0         | 0         | 0,56       | 3          | 8,5        | 10,9       | 55,4          |

| Diagramme climatique                                  |              |               |              |           |             |              |              |             |              |             |             |
| J                                                     | F            | M             | A            | M         | J           | J            | A            | S           | O            | N           | D           |
| −10,1−20,714,8                                        | −7,2−17,88,8 | −0,3−10,515,6 | 11,2−1,922,7 | 18,24,143 | 22,49,265,8 | 25,311,660,3 | 24,910,342,6 | 18,34,535,4 | 10,2−2,318,8 | −1,2−10,713 | −8−18,312,9 |
| Moyennes : • Temp. maxi et mini °C • Précipitation mm |              |               |              |           |             |              |              |             |              |             |             |

## Éducation
Plusieurs institutions d’études post-secondaires sont situées à Saskatoon :
- L’université de la Saskatchewan ;
- Le collège Saint Thomas More, un collège catholique associé à l’université de la Saskatchewan ;
- Le collège technique Saskatchewan Polytechnic ;
- L'université des Premières Nations du Canada à Saskatoon (le campus principal étant situé à Regina) ;
- L'institut Gabriel Dumont.

Au niveau élémentaire et secondaire, les divisions scolaires publiques et catholiques comprennent en tout 78 écoles élémentaires et 14 écoles secondaires (avec trois de plus en construction) pour environ 37 000 étudiants.

## Sport

Les Blades de Saskatoon (WHL).

- Les Blades de Saskatoon (WHL).Blades de Saskatoon (WHL)

## Transport
Voir Saskatoon Transit (en)

## Presse locale

### Média francophone
- 13 CBKFT ICI Radio-Canada Télé
- 88,7 FM - CKSB, (ICI Musique)
- 860 AM - CBKF, (ICI Radio-Canada Première)
- Couleurs café, une émission musicale francophone d'une heure et demie, est diffusée depuis 2014 sur les ondes de la radio communautaire anglophone de Saskatoon au 90.5 FM - CFCR (en)[50].
- L'Eau vive, le journal fransaskois
- Nouvelles francophones de Saskatoon

### Média anglophone

#### Radio
- 540 AM - CBK, (CBC Radio One)
- 600 AM - CJWW, (CJWW 600)
- 650 AM - CKOM, (News/Talk Radio)
- 90,5 FM - CFCR, (CFCR community radio)
- 91,7 FM - CITT, information touristique
- 92,9 FM - CFQC, (92,9 The Bull)
- 94,1 FM - CBK, (CBC Radio One)
- 95,1 FM - CFMC, (C95)
- 96,3 FM - CFWD, (Wired 96,3)
- 98,3 FM - CJMK, (Magic 98,3)
- 100,3 FM - CFAQ, (FREE 100,3)
- 102,1 FM - CJDJ, (Rock 102)
- 104,1 FM - CIRN, (MBC Radio)
- 105,5 FM - CBKS, (CBC Radio Two)

#### Télévision
- 8/4/9 CFQC CTV
- 11/3/12 CBKST CBC
- 4/5/3 CFRE Global

#### Journaux
- Le StarPhoenix.The StarPhoenix, quotidien

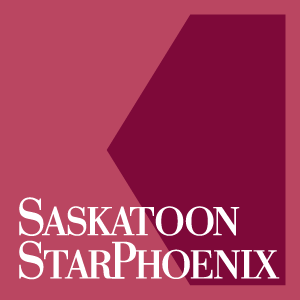
Le StarPhoenix.

- Saskatoon Sun, hebdomadaire gratuit
- Planet S, hebdomadaire gratuit
- The Sheaf, hebdomadaire étudiant de l'université de la Saskatchewan

## Attractions touristiques
- Galerie d'art moderne Remai

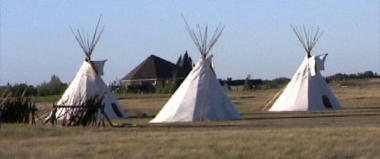
Wanuskewin (ᐋᐧᓇᐢᑫᐃᐧᐣ wânaskêwin).

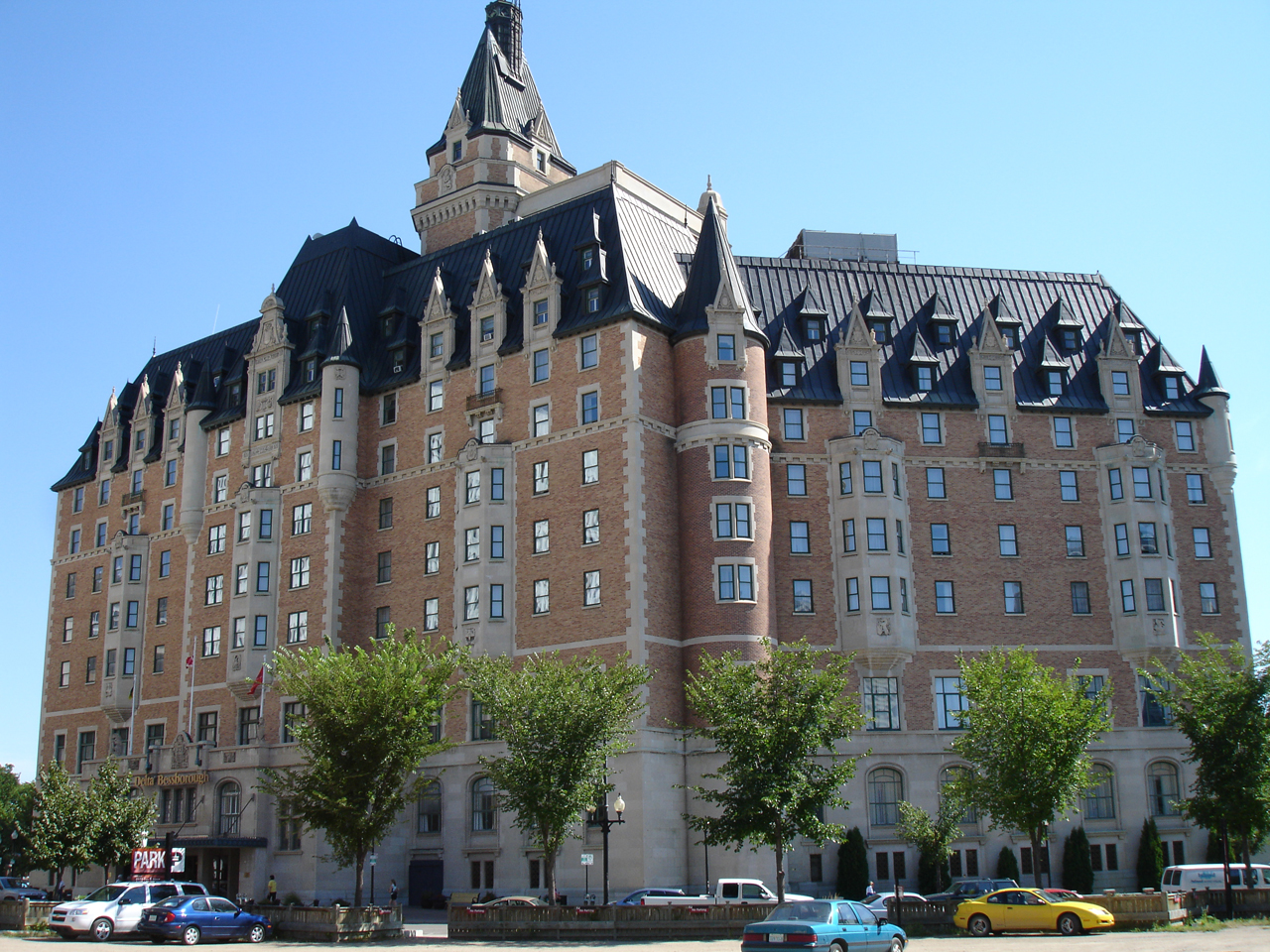
Hôtel Delta Bessborough.

- Parc d'héritage Wanuskewin (ᐋᐧᓇᐢᑫᐃᐧᐣ wânaskêwin)
- Musée du développement de l'ouest
- Casino Dakota Dunes
- Théâtre Persephone
- Théâtre de La Troupe du Jour

## Personnalités
- John Diefenbaker, ancien Premier ministre du Canada.
- Mike Babcock, entraîneur dans la Ligue nationale de hockey
- George Genereux (1935-1989), champion olympique de tir
- David Gibbins, écrivain, né en 1962
- Gordie Howe, ancien joueur de hockey de la Ligue nationale de hockey
- Yann Martel, écrivain gagnant du Prix Booker
- Joni Mitchell, chanteuse, musicienne et peintre
- Farley Mowat, écrivain et écologiste
- Roy Romanow, ancien premier ministre de la Saskatchewan
- Hugh Cairns
- Stu Hart, catcheur
- Kim Coates, acteur
- Cam Ward, joueur de hockey.
- Dan DaSilva, joueur de hockey sur glace.
- Kent Davyduke, joueur de hockey sur glace.
- Ivan Eyre (1935-), peintre canadien
- Le groupe de rock Slow Down, Molasses en est originaire
- Le groupe de rock The Sheepdogs
- Michael Eklund, acteur
- Roddy Piper, catcheur et acteur.

## Évêché
- Diocèse de Saskatoon
- Cathédrale Saint-Paul de Saskatoon

## Annexe